# Acciaio 39NiCrMo3
Il 39NiCrMo3 è un acciaio da bonifica che, assieme al C40, copre l'80% degli acciai. Contiene 0,39% di carbonio (valore a cui si ha la massima tenacità), 0,75% di nichel (elemento che migliora la tenacità, la temprabilità e le caratteristiche meccaniche) e infine meno dello 0,75% di cromo (aumenta la temprabilità) e molibdeno (evita la malattia di Krupp).
Può essere sottoposto alla tempra ad induzione, in quanto non troppo soggetto a criccature.
Di solito è sottoposto a tempra in acqua o in olio, seguita da rinvenimento a 620 °C.
Esempi di utilizzo: vomere di aratro. Può essere nitrurato con ottime durezze in modo da migliorarne la resistenza all'usura.